# Volumenprozent
Volumenprozent oder Volumprozent, in Österreich Volumsprozent, (Abkürzung bzw. Einheitenzeichen: Vol.-%, % vol, % v/v und weitere Varianten) ist eine nicht normgerechte Abwandlung der Hilfsmaßeinheit Prozent in Verwendung bei dimensionslosen Verhältnisgrößen, bei denen ein Volumen auf ein anderes Volumen bezogen wird (speziell bei den Gehaltsgrößen Volumenanteil φ, Volumenkonzentration σ und Volumenverhältnis ψ zur Angabe des Gehalts eines Stoffes in einem Gemisch). Die konkret gemeinte Größe sollte eindeutig spezifiziert werden.

## Normen
Das Volumenprozent geht auf die Erstausgabe der DIN 1310 „Gehalt von Lösungen“ vom April 1926 zurück und ist heute veraltet, da es nicht mehr den einschlägigen Normen wie der aktuell gültigen Fassung
- der DIN 1310 Zusammensetzung von Mischphasen (Gasgemische, Lösungen, Mischkristalle)[2] vom Februar 1984,
- der DIN 5477 Prozent, Promille[3] vom Februar 1983 und
- der DIN EN ISO 80000-1 Größen und Einheiten – Teil 1: Allgemeines[4] vom August 2013

entspricht.
Gemäß der letztgenannten Norm sind generell Zusätze zu einem Einheitenzeichen in der Absicht, Information über die spezielle Eigenschaft der Größe oder den Kontext der betreffenden Messung zu geben, nicht erlaubt (Terme für Einheiten dürfen nur Einheitenzeichen und mathematische Symbole enthalten). Die drei Normen empfehlen sinngemäß, statt Angaben wie „35,2 Volumenprozent“ bzw. „35,2 Vol.-%“ Ausdrucksweisen zu bevorzugen, bei denen die Gehaltsgröße klar durch ihren Namen und/oder ihr Formelzeichen bezeichnet wird und – soweit bei der Angabe des Größenwerts die Hilfsmaßeinheit „Prozent“ zur Anwendung kommen soll – das Einheitenzeichen „%“ ohne Zusätze zu verwenden. Wenn beispielsweise der Volumenanteil gemeint ist, kann formuliert werden: „der Volumenanteil des Stoffes i beträgt 35,2 %“ oder „φi = 35,2 %“. Dabei kann der Größenwert auch angegeben werden durch eine reine Dezimalzahl („φi = 0,352“) oder auch mithilfe eines Bruchs von gleichen Volumeneinheiten (z. B. „φi = 0,352 m³/m³“) bzw. verschiedenen Volumeneinheiten (z. B. „φi = 352 l/m³“), ggf. kombiniert mit Dezimalpräfixen (z. B. „φi = 352 ml/l“).

## Anwendung
Die oben dargestellten Normenregelungen finden in der Praxis noch nicht durchgängig Beachtung, sodass Angaben in Volumenprozent immer noch verbreitet sind.
Im Bereich von Gasgemischen werden beispielsweise der Methangehalt im Erdgas oder auch die Explosionsgrenzen, d. h. der zur Bildung eines explosionsfähigen Gemisches minimal oder maximal erforderliche Gehalt eines brennbaren Gases in Luft, oft in „Vol.-%“ angegeben.
In Bezug auf die Anwendung von Angaben in Volumenprozent bei Gemischen von Flüssigkeiten dürfte das prominenteste Beispiel der Alkoholgehalt von alkoholischen Getränken sein. Die EU-Verordnung 1169/2011 (Lebensmittel-Informationsverordnung LMIV) schreibt sogar vor, dass bei Getränken mit einem Alkoholgehalt von mehr als 1,2 Volumenprozent im Allgemeinen der vorhandene Alkoholgehalt in Volumenprozent anzugeben ist, und zwar durch eine Zahl mit nicht mehr als einer Dezimalstelle, der das Symbol „% vol“ anzufügen ist. Dieser Angabe darf das Wort „Alkohol“ oder die Abkürzung „Alk.“ oder „alc.“ vorangestellt werden. Es handelt sich hierbei um die Volumenkonzentration des Ethanols (σEthanol) in der Flüssigkeit bei einer Referenztemperatur von 20 °C.

## Volumenprozent in alkoholischen Getränken
Cidre: 2,5–5 Vol.-%, Bier: 3–5 Vol.-%, Wein: 7–14 Vol.-%, Likör: 15–30 Vol.-%, Weinbrand: 35–85 Vol.-%